# 위장자
《위장자》(중국어 간체자: 伪装者, 정체자: 偽裝者, 병음: Wèi zhuāng zhě 웨이좡저[*], The Disguiser 더 디스가이저[*])는 중국의 텔레비전 드라마이다.

## 등장 인물
- 후거 (胡歌) : 명대(明台) 역
- 진둥 (靳东) : 명루 (明樓) 역
- 류민타오 (刘敏涛) : 명경 (明鏡) 역
- 왕카이 (王凯) : 명성 (明誠) 역
- 쑹이 (宋轶) : 우만려 (于曼麗) 역
- 왕러쥔 (王乐君) : 정금운 (程錦雲) 역
- 왕오 (王鸥) : 왕만춘 (汪曼春) 역
- 류이쥔 (刘奕君) : 왕천풍 (王天風) 역
- 악양 (岳旸) : 양중춘 (梁仲春) 역
- 곽효봉 (郭曉峰) : 여숙 (黎叔) 역
- 곽홍 (郭虹) : 계이 (桂姨) 역
- 왕쟁 (王铮) : 곽기운 (郭騎雲) 역
- 마츠미네 리리 (松峰莉璃) : 미나미다 요코 (南田洋子) 역
- 히라타 야스유키 (平田康之) : 후지타 요시마사 (藤田芳政) 역